# アレハンドロ・サベーラ
アレハンドロ・サベーラ（Alejandro Sabella, 1954年11月5日 - 2020年12月8日）は、アルゼンチン・ブエノスアイレス出身の元サッカー選手、現サッカー指導者。選手時代はアルゼンチン代表であった。現役時代のポジションは攻撃的ミッドフィールダー。2011年7月から2014年のブラジルワールドカップまでアルゼンチン代表監督を務めた。

## 選手経歴

### 初期の経歴
CAリーベル・プレートの下部組織で育った。サベーラのプレースタイルは同じ攻撃的ミッドフィールダーで1歳年上のノルベルト・アロンソの影響を受け、個人技やショートパスを重視するものであった。ゆったりとしたプレーからPachorra（ナマケモノ）という愛称で呼ばれた。1975年、クラブとして18年ぶりのリーグタイトルを獲得し、サベーラの人気は絶対的なものとなった。1976年にはアロンソがオリンピック・マルセイユに移籍したため、サベーラは一躍ブレイクを果たした。 1977メトロポリターノでは重要な役割をはたしてリーグ優勝したが、怪我からの復帰後は再び控え選手に戻った。

### イングランドへの移籍
イングランド・フットボールリーグ・セカンド・ディビジョン（2部）のシェフィールド・ユナイテッドFCはAAアルヘンティノス・ジュニアーズからディエゴ・マラドーナの獲得を試み、移籍金40万ポンドのオファーを出したが、このオファーはアルヘンティノスに受け入れられなかった。シェフィールド・Uはサベーラに狙いを切り替え、1978年7月19日に移籍金16万ポンドで契約を結んだ。8月19日のレイトン・オリエントFC戦でデビューし、1980年までの間にリーグ戦76試合に出場して8得点を挙げた。シェフィールド・Uは1979-80シーズン終了後にフットボールリーグ・ディヴィジョン3（3部）降格が決まったため、シェフィールド・Uのハリー・ハスラム監督はセカンド・ディビジョンのサンダランドAFCとの間で移籍金60万ポンドの移籍交渉をまとめたが、サベーラはフットボール・ファースト・ディビジョン（1部）でプレーする願望を持っていたため、サンダランドAFCへの移籍を拒否した。1980年5月8日、サウス・ヨークシャーカップのシェフィールド・ウェンズデイFC戦（スティール・シティ・ダービー）がシェフィールド・Uでの最終戦となり、この試合ではゴールも決めた。
1979-80シーズン終了後、移籍金40万ポンドでファースト・ディビジョンのリーズ・ユナイテッドAFCに移籍し、1981年までプレーしたが、リーズUでの挑戦は成功とはいえなかった。

### アルゼンチン復帰
1981年12月にアルゼンチン復帰を模索し、カルロス・ビラルド監督率いるエストゥディアンテス・デ・ラ・プラタに移籍すると、チームのスター選手のひとりとして、1982年のナシオナル・トーナメントでは準決勝到達に貢献した。サベーラ、マルセロ・トロッビアーニ、ホセ・ダニエル・ポンセ 、ミゲル・アンヘル・ルッソらは強固な中盤を構成し、2シーズン連続でリーグ優勝を果たした。1983年にはビラルド監督がアルゼンチン代表監督に栄転し、サベーラはアルゼンチン代表に初招集されてベテランのノルベルト・アロンソやリカルド・ボチーニ、若手のカルロス・ダニエル・タピアやホルヘ・ブルチャガやディエゴ・マラドーナらとポジションを争った。代表では通算4試合に出場し、コパ・アメリカ1983のメンバーにも選出された。1983年のコパ・リベルタドーレスでは準決勝に進出したが、僅差でグレミオに及ばなかった。

### 選手経歴の晩年
1986年にブラジルのグレミオに移籍し、1987年までプレーした。その後エストゥディアンテスに復帰し、フェロカリル・オエステ、メキシコのイラプアトFCを経て、1989年に現役引退した。

## 指導者経歴

### コーチとして
現役引退後は指導者の道に進んだ。1994年にはダニエル・パサレラ監督率いるアルゼンチン代表のアシスタントコーチに就任し、1998 FIFAワールドカップにも参加した。その後も、1999年にはウルグアイ代表、2001年にはパルマAC、2002年にはCFモンテレイ、2005年にはコリンチャンスと、常にパサレラ監督のアシスタントコーチとして各国で指導者経験を積んだ。2006年には古巣CAリーベル・プレートに戻り、2006アペルトゥーラでは3位となった。

### 監督として

#### エストゥディアンテス

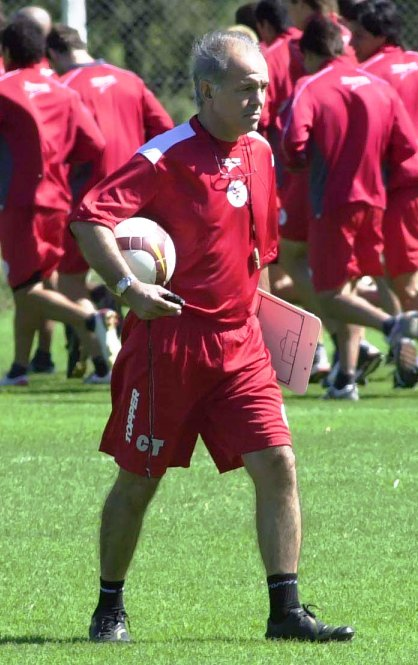
2009年、エストゥディアンテス監督時代のサベーラ

2009年3月15日、レオナルド・アストラーダ監督の後を引き継いでエストゥディアンテス・デ・ラ・プラタの監督に就任し、アシスタントコーチにはサベーラと同じくエストゥディアンテスでのプレー経験があるフリアン・カミーノやクラウディオ・グナリを起用した。アストラーダ政権下のコパ・リベルタドーレスでは1勝2敗と苦しんでいたが、すぐにチームを立て直してグループリーグ2位で決勝トーナメントに進出し、パラグアイのクラブ・リベルタ、ウルグアイのナシオナル・モンテビデオ、ウルグアイのデフェンソール・スポルティングを倒して決勝に進出した。GKマリアーノ・アンドゥハルやMFフアン・セバスティアン・ベロンを軸にして堅守のチームを作り上げ、決勝ではクルゼイロECに勝利してエストゥディアンテスを39シーズンぶりの優勝に導いた。2009年12月にはFIFAクラブワールドカップに出場し、決勝のFCバルセロナ戦では高い位置からプレスをかける攻撃的な戦術で前半は優勢に試合を進めたが、89分に同点に追いつかれ、延長戦の末にヨーロッパ王者に屈した。2010年6月から7月にはFWマウロ・ボセーリやDFマルコス・アンヘレリ等の主力を失ったが、若手のマルコス・ロホやフェデリコ・フェルナンデスを抜擢して穴を埋め、2010アペルトゥーラで優勝を果たした。2011年2月2日、エストゥディアンテス監督の辞任を決意し、選手やクラブ首脳陣から引き留められたために再考したが、2月3日に正式に辞任を発表した。

#### アルゼンチン代表
アラブ首長国連邦のアル・ジャジーラ監督就任が基本合意に達していたが
、2011年7月28日、成績不振により辞任したセルヒオ・バティスタ監督の後継としてアルゼンチン代表監督に就任した。契約期間は2年間であり、2014 FIFAワールドカップ・南米予選を突破した場合は2014 FIFAワールドカップ本大会も指揮を執る。初陣となるブラジルとの親善試合には、約3年ぶりの代表復帰となるフアン・ロマン・リケルメらを招集した。南米予選では2戦目のベネズエラ戦を除いて無敗を維持し、首位通過を決めた。本大会では6大会ぶりの決勝進出を果たすも、ドイツ代表に破れ準優勝に終わり、大会後に監督を退任した。

## 代表歴

### 試合数
- 国際Aマッチ 8試合 0得点（1983年-1984年）[15]

| アルゼンチン代表 | 国際Aマッチ | 国際Aマッチ |
| 年               | 出場        | 得点        |
| ---------------- | ----------- | ----------- |
| 1983             | 6           | 0           |
| 1984             | 2           | 0           |
| 通算             | 8           | 0           |

## タイトル

### 選手時代
CAリーベル・プレート
- プリメーラ・ディビシオン (3) : 1975M, 1975N, 1977M

エストゥディアンテス・デ・ラ・プラタ
- プリメーラ・ディビシオン (アルゼンチン) (2) : 1982M, 1983N

### 指導者時代
エストゥディアンテス・デ・ラ・プラタ
- コパ・リベルタドーレス (1) : 2009
- プリメーラ・ディビシオン (1) : 2010-11A